# Greg Owen (hockey sur glace)
Pour les articles homonymes, voir Greg Owen et Owen.
Gregory Owen (né le 19 juin 1981 à Northampton en Angleterre) est un joueur professionnel de hockey sur glace britannique.

## Biographie

### Carrière en club
De 1993 à 1997, il commence le hockey à Oxford. En 1997, il part étudier au Canada et joue avec les Hounds de Notre Dame avec qui il participe à la Midget AAA puis à la Ligue de hockey junior de la Saskatchewan. En 2002, il passe professionnel et joue conjointement pour les Bracknell Bees de la et le Milton Keynes Lightning. En 2005, il remporte la BNL avec les Bees. La saison suivante, il rejoint le Basingstoke Bison. En 2008, il signe un contrat de deux ans en faveur des Diables Rouges de Briançon de la Ligue Magnus. D'abord aligné aux côtés de Márton Vas et Balázs Ladányi, il prend ensuite place au centre de la première ligne d'attaque avec Edo Terglav et Jean-François Dufour après la blessure de Karl Gagné. L'équipe est battue en huitième de finale de la Coupe de France chez les Ducs de Dijon 3-1. Elle s'incline en finale de Coupe de la Ligue contre les Brûleurs de Loups de Grenoble 4-3 après prolongation. Les briançonnais, premiers de la saison régulière, sont défaits trois victoires à une en finale de la Ligue Magnus contre cette même équipe. En cette fin de saison Luciano Basile l'aligne sur la quatrième ligne d'échec avec Sébastien Rohat et Brice Chauvel. Les grenoblois réalisent le quadruplé avec en plus le match des champions et la Coupe de France.

### Carrière internationale
Il représente l'Équipe de Grande-Bretagne de hockey sur glace dans la catégorie senior depuis 2003. Lors des mondiaux 2006, 2007, 2008, il termine deuxième pointeur ex-aequo de sa sélection. Il marque son premier triplé sous le maillot national le 18 avril 2008 contre les Pays-Bas.

## Honneurs et trophées personnels
EIHL
- 2006-2007 : désigné meilleur joueur par les joueurs.

Hounds de Notre Dame
- 1999-2000 : élu joueur universitaire de l'année.
- 2000-2001 : assistant capitaine.
- 2001-2002 : meilleur pointeur.

Championnat du monde de hockey sur glace
- 16/04/2007 : élu meilleur joueur britannique du match contre la Lituanie.
- 18/04/2008 : élu  meilleur joueur britannique du match contre les Pays-Bas, où il est l'auteur d'un triplé.
- 2008 : assistant-capitaine de l'équipe de Grande-Bretagne.

## Statistiques

### En club
| Saison    | Équipe                  | Ligue        |    | Saison régulière | Saison régulière | Saison régulière | Saison régulière | Saison régulière |   | Séries éliminatoires | Séries éliminatoires | Séries éliminatoires | Séries éliminatoires | Séries éliminatoires |
| Saison    | Équipe                  | Ligue        | PJ | B                | A                | Pts              | Pun              | PJ               | B | A                    | Pts                  | Pun                  |                      |                      |
| 1999-2000 | Hounds de Notre Dame    | LHJS         |    |                  |                  |                  |                  |                  |   |                      |                      |                      |                      |                      |
| 2000-2001 | Hounds de Notre Dame    | LHJS         |    |                  |                  |                  |                  |                  |   |                      |                      |                      |                      |                      |
| 2001-2002 | Hounds de Notre Dame    | LHJS         |    |                  |                  |                  |                  |                  |   |                      |                      |                      |                      |                      |
| 2002-2003 | Milton Keynes Lightning | EPL          | 36 | 40               | 23               | 63               | 30               |                  |   |                      |                      |                      |                      |                      |
| 2002-2003 | Bracknell Bees          | BISL         | 18 | 2                | 1                | 3                | 2                | 5                | 0 | 0                    | 0                    | 0                    |                      |                      |
| 2003-2004 | Bracknell Bees          | BNL          | 36 | 15               | 23               | 38               | 16               |                  |   |                      |                      |                      |                      |                      |
| 2004-2005 | Bracknell Bees          | BNL          | 34 | 10               | 19               | 29               | 10               |                  |   |                      |                      |                      |                      |                      |
| 2005-2006 | Basingstoke Bison       | EIHL         | 30 | 4                | 8                | 12               | 10               |                  |   |                      |                      |                      |                      |                      |
| 2005-2006 | Sheffield Steelers      | EIHL         | 2  | 0                | 0                | 0                | 0                |                  |   |                      |                      |                      |                      |                      |
| 2006-2007 | Basingstoke Bison       | EIHL         | 54 | 19               | 33               | 52               | 44               |                  |   |                      |                      |                      |                      |                      |
| 2007-2008 | Basingstoke Bison       | EIHL         | 63 | 28               | 37               | 65               | 34               |                  |   |                      |                      |                      |                      |                      |
| 2008-2009 | Briançon                | Ligue Magnus | 25 | 6                | 15               | 21               | 16               | 12               | 1 | 2                    | 3                    | 6                    |                      |                      |
| 2008-2009 | Briançon                | CdF          | 1  | 0                | 0                | 0                | 2                |                  |   |                      |                      |                      |                      |                      |
| 2008-2009 | Briançon                | CdlL         | 11 | 2                | 9                | 11               | 4                |                  |   |                      |                      |                      |                      |                      |
| 2009-2010 | Coventry Blaze          | EIHL         | 54 | 29               | 19               | 48               | 48               |                  |   |                      |                      |                      |                      |                      |
| 2010-2011 | Coventry Blaze          | EIHL         | 58 | 24               | 27               | 51               | 60               | 2                | 1 | 0                    | 1                    | 0                    |                      |                      |
| 2011-2012 | Coventry Blaze          | EIHL         | 62 | 16               | 27               | 43               | 36               | 2                | 0 | 0                    | 0                    | 2                    |                      |                      |
| 2012-2013 | Basingstoke Bison       | EPIHL        | 52 | 30               | 37               | 67               | 30               | -                | - | -                    | -                    | -                    |                      |                      |

### En équipe nationale
| Année | Compétition                            |   | PJ | B | A | Pts | Pun | +/-                            |  | Résultat |
| 1999  | Championnat du monde moins de 18 ans B | 3 | 2  | 0 | 2 | 6   | -3  | 3e de la division européenne 1 |  |          |
| 2000  | Championnat du monde junior C          | 4 | 1  | 1 | 2 | 4   | +5  | 3e du groupe C                 |  |          |
| 2001  | Championnat du monde junior D2         | 4 | 0  | 0 | 0 | 10  | -3  | 5e de la division 2            |  |          |
| 2003  | Championnat du monde D1B               | 5 | 0  | 0 | 0 | 20  | -1  | 5e de la division 1B           |  |          |
| 2006  | Championnat du monde D1A               | 5 | 2  | 3 | 5 | 0   | +3  | 5e de la division 1A           |  |          |
| 2007  | Championnat du monde D1B               | 5 | 1  | 3 | 4 | 4   | -1  | 4e de la division 1 B          |  |          |
| 2008  | Championnat du monde D1A               | 5 | 3  | 5 | 8 | 4   | +3  | 4e de la division 1A           |  |          |
| 2008  | Qualification olympique                | 3 | 1  | 0 | 1 | 0   | +2  | 3e/4 du groupe D               |  |          |
| 2009  | Championnat du monde D1B               | 5 | 0  | 2 | 2 | 2   | -2  | 3e de la division 1B           |  |          |
| 2011  | Championnat du monde D1B               | 5 | 0  | 4 | 4 | 0   | +2  | 3e de la division 1B           |  |          |
| 2013  | Qualification olympique                | 3 | 0  | 0 | 0 | 0   | -2  | Quatrième place du groupe E    |  |          |
| 2013  | Championnat du monde D1B               | 5 | 0  | 0 | 0 | 0   | 0   | 6e de la division 1B           |  |          |